# Campeonato Mundial de Lucha de 1959
El XIX Campeonato Mundial de Lucha se celebró en Teherán (Irán) entre el 1 y el 4 de octubre de 1959 bajo la organización de la Federación Internacional de Luchas Asociadas (FILA) y la Federación Iraní de Lucha. Solamente se compitió en las categorías del estilo libre.

## Resultados

### Lucha libre
| Evento | Oro                        | Plata                     | Bronce                  |
| ------ | -------------------------- | ------------------------- | ----------------------- |
| 52 kg  | Ali Aliyev URSS            | Ahmet Bilek Turquía       | Muhammad Niaz Pakistán  |
| 57 kg  | Hüseyin Akbaş Turquía      | Tauno Jaskari · Finlandia | Vladimir Arsenian URSS  |
| 62 kg  | Mustafa Dağıstanlı Turquía | Stancho Ivanov Bulgaria   | Muhamad Ajtar Pakistán  |
| 67 kg  | Vladimir Siniavski URSS    | Eniu Valchev Bulgaria     | Hayrulah Şahin Turquía  |
| 73 kg  | Emam-Ali Habibi Irán       | Vajtang Balavadze URSS    | İsmail Ogan Turquía     |
| 79 kg  | Gueorgui Sjirtladze URSS   | Géza Hollósi · Hungría    | Lothar Lippa RDA        |
| 87 kg  | Golamreza Tajti Irán       | Petko Sirakov Bulgaria    | Maurice Jacquel Francia |
| +87 kg | Liutvi Ajmedov Bulgaria    | Hamit Kaplan Turquía      | Savkudz Dzarasov URSS   |

## Medallero
| Núm. | País      | Oro | Plata | Bronce | Total |
| ---- | --------- | --- | ----- | ------ | ----- |
| 1    | URSS      | 3   | 1     | 2      | 6     |
| 2    | Turquía   | 2   | 2     | 2      | 6     |
| 3    | Irán      | 2   | 0     | 0      | 2     |
| 4    | Bulgaria  | 1   | 3     | 0      | 4     |
| 5    | Finlandia | 0   | 1     | 0      | 1     |
| 5    | Hungría   | 0   | 1     | 0      | 1     |
| 7    | Pakistán  | 0   | 0     | 2      | 2     |
| 8    | RDA       | 0   | 0     | 1      | 1     |
| 8    | Francia   | 0   | 0     | 1      | 1     |
|      | TOTAL     | 8   | 8     | 8      | 24    |